# Isola di Thanet

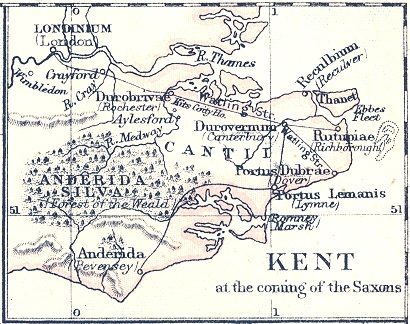
Un'antica mappa del Kent con l'isola di Thanet

L'isola di Thanet (in inglese Isle of Thanet) o semplicemente Thanet è una penisola (e un tempo isola) sul mare del Nord dell'Inghilterra sud-orientale, situata nel distretto di Thanet, nella contea del Kent, di cui costituisce il lembo di terra più orientale. Nota in epoca romana come Tanatus, non è più un'isola dal I millennio, ovvero da quando il fiume Wantsum cominciò ad ostruirsi. Costituisce un'apprezzata meta turistica.
Principali località della penisola sono Margate (57.000 abitanti), Broadstairs (24.000 abitanti) e Ramsgate (38.000 abitanti). Altre località sono Westwood, Birchington e Manston. La penisola è storicamente nota, tra l'altro, come il luogo in cui, nel 597, sbarcò Sant'Agostino di Canterbury per iniziare la sua opera di conversione delle popolazioni pagane dell'Inghilterra.

## Etimologia
Il termine Thanet deriva forse da una parola celtica che significherebbe "isola luminosa".

## Luoghi d'interesse

### Shell Grotto
Una della attrattive dell'isola di Thanet è la Shell Grotto ("grotta della Conchiglia") di Margate, grotta scoperta nel 1835 che presenta dei passaggi sotterranei decorati da mosaici di conchiglie, le cui origini sono ignote.

### Spiagge[8]
- Minnis Bay
- Grenham Bay
- Epple Bay
- West Bay
- St Mildreds Bay
- Westbrook Bay
- Margate Beach
- Walpol Bay
- Palm Bay
- Botany Bay
- Kingsgate Bay
- Joss Bay
- Stone Bay
- Viking Bay
- Louisa Bay
- Ramsgate Beach
- Pegwell Bay